# Peter Štyvar
Peter Štyvar, někdy chybně uváděn jako Peter Štyvár, (* 13. srpna 1980 Rožňava) je slovenský fotbalista. Mimo Slovensko hrál v Česku, Anglii, Řecku a Rakousku.
V roce 2009 odehrál dva zápasy za slovenskou fotbalovou reprezentaci.

## Klubová kariéra
Peter Štyvar je odchovancem klubu FK Rožňava.
V sezoně 2006/07 vstřelil za AS Trenčín 3 branky a za MŠK Žilina 10 branek.V sezoně 2007/08 skončil na třetím místě v tabulce střelců s 15 brankami.

## Reprezentační kariéra
V A-mužstvu Slovenska odehrál v únoru 2009 dva zápasy na turnaji Cyprus International Tournament. Debutoval 10. února v Limassolu proti týmu Ukrajiny (prohra 2:3).